# مایکل بیدن
مایکل بیدن (انگلیسی: Micael Bydén؛ زادهٔ ۱۳ ژوئن ۱۹۶۴) نظامی اهل سوئد است، که هم‌اکنون به‌عنوان فرمانده عالی نیروهای مسلح سوئد فعالیت می‌کند.